# Xanthoparmelia hypoleiella
Xanthoparmelia hypoleiella är en lavart som beskrevs av Elix. Xanthoparmelia hypoleiella ingår i släktet Xanthoparmelia och familjen Parmeliaceae.   Inga underarter finns listade i Catalogue of Life.